# 손금 (경제학)
손금(損金)은 자본 또는 지분의 환급, 잉여금의 처분 및 법인세법에서 규정하고 있는 손금불산입(損金不算入)·손금산입항목의 거래를 제외하고 그 법인의 순자산을 감소시키는 거래로 인하여 발생하는 손비액(損費額)이다. 이러한 손비는 기업회계에 있어서 비용개념과 비슷하지만, 반드시 동일한 것은 아니다. 세무회계상 기업의 순자산을 감소시키는 손비(損費)라는 것은 기업회계의 손실과 비용을 합친 개념을 의미하며, 손금산입항목은 기업회계상의 발생주의 원칙을 세무회계에 부분적으로 도입한 것이다. 또한 손금불산입항목이라 함은 조세목적을 위한 정책이 세법에서 구체화한 것이다. 이러한 차이는 세무행정상 조세목적에 의한 차이와 회계적 사고(思考)의 차이에 기인한 것이다. 즉 회계적 사고의 차이란 기업회계에 있어서 손비는 발생주의 원칙에 의하여 계상하고 손비의 기간적 대응은 수익·비용의 대응원칙에 의하여 계산하지만, 세무회계에 있어서는 손금을 의무확정주의에 의하여 계상하고, 그 기간적 대응도 의무확정주의에 의하여 귀속하기 때문이다.   조세목적을 위한 차이는 세무회계에 있어서 손금의 양적규제를 행함으로써 고의적인 조세회피 내지 지연을 방지하기 위한 것으로, 비지정기부금과 감가상각비의 한도액을 규정하는 것이 그 대표적인 예이다. 그러나 기업회계에 있어서는 회사에서 발생한 손비는 그대로 회사의 손비로 전액 계상된다.

## 세법
세법에서 손금은 기업회계에서와 같이 매출원가·일반관리 판매비·영업외 비용 등으로 구분하지 않고, 순자산을 감소시키는 모든 거래(단 법령으로 규정한 것은 제외)를 손금으로 규정하고 있다. 따라서 손금의 구체적인 내용은 기업회계에서와 같이 구분하여 손비를 파악하고, 기타 법령에 규정되지 않는 항목으로서 자산의 감소를 초래하는 항목으로 구분하는 것이 매우 효과적이다.